# Сачдев, Ачала
Ачала Сачдев (англ. Achala Sachdev; 3 мая 1920, Пешавар, — 30 апреля 2012, Пуна) — индийская актриса, наиболее известная по ролям матерей и бабушек в фильмах на хинди.

## Биография
Ачала родилась в Пешаваре 3 мая 1920 года. С ранних лет она выступала на сцене и начала работать на All India Radio в 1940-х, сначала в Лахоре, а после раздела Индии в Дели.
Одним из первых фильмов с её участием была полудокументальная драма Б. Д. Гарги Storm Over Kashmir (1948), которая так и не вышла в широкий прокат в Индии. Регулярно сниматься в кино актриса стала в 1950-х годах, начав играть роли матерей, хотя ей самой ещё не было и тридцати. В Kashmir (1951) она сыграла мать героя Аруна Ахуджи (отец актёра Говинды), упавшую с лестницы, получив известие о смерти сына. В Bambai Ka Babu (1960) исполнила роль слепой женщины, сыном которой притворялся герой Дева Ананда. В «Моё имя Клоун» (1970) её героиня упорно трудится портнихой, чтобы оплачивать учёбу в элитной школе для сына (Риши, а затем Радж Капур), который в итоге решает стать артистом цирка. В «Брат и сестра» (1971) она — женщина из высшего общества в Лондоне, которая разводится с мужем из-за постоянных разногласий и увозит сына в Индию. Как богатая мать Джаи Бхадури в Kora Kagaz (1974), она становится причиной развода дочери с мужем, происходящим из среднего класса. В «Джули» (1975) Ачала играет набожную мать героя, которая не одобряет не вегетарианскую пищу невестки, пытается очистить дом, разбрызгивая святую воду из Ганга, и поёт бхаджаны вместе со своей дочерью. 
Режиссёр Яш Чопра считал её своим счастливым талисманом.
В его «Испытании временем» (1965) она сыграла свою самую запоминающуюся роль — жену героя Балраджа Сахни.
Ачала также была задействована в фильмах Aadmi Aur Insaan (1969), «Камень на сердце» (1973), «Чандни» (1989) и «Непохищенная невеста» (1995). После успеха последнего, где она исполнила роль понимающей бабушки главной героини, Чопра выплатил ей сумму в десять раз превышающую её стандартный гонорар.
Помимо Болливуда, актриса снялась в нескольких англоязычных фильмах, в числе которых «Девять часов» Марка Робсона и «Хозяин дома» Джеймса Айвори, оба 1963 года. Её последними работами в кино были роли в фильмах «И в печали, и в радости» (2001), «Ни ты не знаешь, ни я» (2002) и «Наступит завтра или нет» (2003).
Ачала была замужем дважды. В первый раз она вышла за ассистента режиссёра Гьяна Сачдева ещё до начала своей актёрской карьеры. В том браке родился сын Джотин. Впоследствии супруги развелись. Второй раз актриса вышла замуж за вдовца-британца Дугласа Питерса и вместе с ним поселилась в Пуне.
После смерти мужа в 2002 году, Ачала жила одна в двухкомнатной квартире в жилом комплексе Konark Estates. Свою квартиру она отписала Janseva Foundation с условием, что они будут заботиться о ней до конца жизни. В сентябре 2011 года Ачала попала в больницу с переломом бедра. И хотя вскоре она выписалась, в октябре вернулась туда вновь из-за эмболии сосудов головного мозга, вызвавшей потерю зрения и паралич четырех конечностей и туловища.
Актриса скончалась в больнице 30 апреля 2012 года в 17:30 из-за дыхательной недостаточности.